# 明治大正農政経済名著集
明治大正農政経済名著集（めいじたいしょうのうせいけいざいめいちょしゅう）は、農文協により、1975年から1977年にかけて刊行された農政学・農業経済学の叢書である。全24巻。

## 概要
近藤康男の責任編集により、日本の明治・大正期における農政学・農業経済学の名著を復刻し各巻に解題を付して刊行された。1975年11月刊の第1回配本は第3巻『日本振農策 / 日本農民ノ疲弊及其救治策』で、最終回配本（1977年11月）の第24巻『明治農業論集』をもって完結し、全巻刊行には丸2年を要した。なお、各巻の解題論文のみをまとめた『農政経済の名著：明治大正編』（上下）が、同じ農文協により1981年に刊行されている。

## 巻構成・内容
1. 興業意見・所見：前田正名〈祖田修：解題〉、1976年6月刊
2. 日本地産論 日本農業及北海道殖民論：フェスカ〈飯沼二郎・矢島武：解題〉、1977年1月刊　ISBN 9784540760365
3. 日本振農策：エッゲルト（織田一：訳） / 日本農民ノ疲弊及其救治策：ペ・マイエット（斎藤鉄太郎ほか：訳）〈櫻井武雄：解題〉、1975年11月　ISBN 9784540750205
4. 信用組合産業組合論集〈伊東勇夫・渋谷隆一：解題〉、1977年4月刊　ISBN 9784540770012
  1. 信用組合論：平田東助・杉山孝平
  2. 信用組合論：高橋昌・横井時敬　
  3. 産業組合法要義：平田東助
  4. 産業組合手引：森近運平
5. 最新産業組合通解 時代ト農政：柳田國男〈伝田功：解題〉、1976年8月刊　ISBN 9784540760198
6. 日本尊農論 日本農政学：河上肇〈石渡貞雄：解題〉、1977年5月刊　ISBN 9784540770067
7. 農業本論：新渡戸稲造〈崎浦誠治：解題〉、1976年1月刊　ISBN 9784540750328
8. 農業経営学：伊藤清蔵〈金沢夏樹：解題〉、1976年4月刊　ISBN 9784540760013
9. 実地経済農業指針 日本農業の経済的変遷：斎藤萬吉〈須々田黎吉・武田勉：解題〉、1976年2月刊　ISBN 9784540750342
10. 土地経済論：河田嗣郎〈阪本楠彦：解題〉、1976年9月刊　ISBN 9784540760204
11. 産業組合講話：佐藤寛次〈近藤康男：解題〉、1976年10月刊
12. 農村革命論 農村救済論：横田英夫〈山崎春成：解題〉、1977年2月刊　ISBN 9784540760372
13. 小農保護問題：社会政策学会〈大内力：解題〉、1976年5月刊　ISBN 9784540760044
14. 適産調要録 老農晩耕録：石川理紀之助〈斎藤之男：解題〉、1976年11月刊　ISBN 9784540760228
15. 永小作論：小野武夫〈細貝大次郎：解題〉、1977年3月刊 ISBN 9784540760389
16. 農村法律問題：末弘厳太郎〈渡辺洋三：解題〉、1977年7月刊　ISBN 9784540770197
17. 第壹農業時論 農村行脚三十年：横井時敬〈村上康男：解題〉、1976年3月刊　ISBN 9784540750359
18. 農民組合の理論と実際：杉山元治郎 / 農民運動と高松事件：若林三郎〈大島清：解題〉、1977年6月　ISBN 9784540770098
19. 明治大正農村経済の変遷：高橋亀吉〈暉峻衆三：解題〉、1976年7月刊　ISBN 9784540760181
20. 世界農業史論：佐藤昌介・稲田昌植〈高倉新一郎：解題〉、1976年12月刊
21. 農村問題と社会理想 公正なる小作料：那須皓〈渡辺庸一郎：解題〉、1977年8月刊
22. 農村自治の研究：山崎延吉〈綱澤満昭：解題〉、1977年9月刊　ISBN 9784540770227
23. 米と社会政策：J・ラビット（宇野木忠：訳） / 養蚕労働経済論：早川直瀬〈暉峻衆三・牛山敬二：解題〉、1977年10月刊
24. 明治農業論集 - 地租・土地所有論〈暉峻衆三・牛山敬二：解題〉、1977年11月刊　ISBN 9784540770562
  1. 地租論
    1. 本邦地租の沿革：有尾敬重
    2. 地租増否論・続地租増否論：谷干城・田口卯吉
    3. 地租全廃論：円城寺清
    4. 全廃論を読む：幸徳秋水

  2. 土地所有論
    1. 時事要論：大井憲太郎
    2. 土地均享人類の大権：宮崎民蔵
    3. 土地国有論：西川光二郎
    4. 農民の福音：赤羽一

## 関連文献
- 阪本楠彦（編）『農政経済の名著：明治大正編』（上） 農文協、1981年　ISBN 9784540810459
- 同『農政経済の名著：明治大正編』（下） 農文協、1981年　ISBN 9784540810466